# Ola Dybwad-Olsen
Ola Dybwad-Olsen (født 4. august 1946 i Oslo, Norge) er en norsk tidligere fodboldspiller (angriber).
Dybwad-Olsen spillede 22 kampe og scorede ti mål for det norske landshold, som han debuterede for i juni 1968 i et opgør mod Polen.
På klubplan spillede Dybwad-Olsen størstedelen af sin karriere hos Lyn i fødebyen Oslo. Han vandt to norske mesterskaber og to pokaltitler med klubben, inden han stoppede karrieren med fire sæsoner hos Stabæk i Bærum.

## Titler
Eliteserien
- 1964 og 1968 med Lyn

Norsk pokal
- 1967 og 1968 med Lyn